# 蒙泰维东科拉多
蒙泰维东科拉多（義大利語：Monte Vidon Corrado），是意大利费尔莫省的一个市镇。总面积5.99平方公里，人口787人，人口密度131.4人/平方公里（2009年）。ISTAT代码为044051。